# Heide Gerstenberger
Heide Gerstenberger, geborene Johannsen (* 21. Juli 1940 in Heuchlingen) ist eine deutsche Politik- und Wirtschaftswissenschaftlerin. Sie war seit 1974 Professorin für Theorie der bürgerlichen Gesellschaft und des Staates an der Universität Bremen. Im Jahr 2005 wurde sie emeritiert.

## Leben
Gerstenberger studierte in den Jahren 1960 bis 1964 Sozialwissenschaften in Wilhelmshaven, Stellenbosch und Göttingen. Im Anschluss an ihr Studium arbeitete sie zunächst als Vertragslehrerin an der Berufsschule Reutlingen, später als Mitarbeiterin der Volkshochschule Düsseldorf.
1966 erhielt sie ein Promotionsstipendium der Friedrich-Ebert-Stiftung und kehrte an die Universität Göttingen zurück. 1969 wurde Gerstenberger zum Dr. disc. pol. mit dem Thema Der revolutionäre Konservatismus promoviert. Von 1966 bis 1974 war sie wissenschaftliche Mitarbeiterin am Politikwissenschaftlichen Lehrstuhl der Universität Göttingen.
Im Jahr 1968 wurde Gerstenberger von der Bundesassistentenkonferenz in den Gründungssenat für die Universität Bremen entsandt, der am 19. September seine Arbeit aufgenommen hatte. Gerstenberger war Vorsitzende des Gründungssenats vom 13. April 1970 bis zur Wahl des Gründungsrektors Thomas von der Vring am 29. Juni 1970.
1972 habilitierte sich Gerstenberger mit ihrer Schrift Die politische Ökonomie der bürgerlichen Gesellschaft. Ihre Konstitution in den USA. 1974 erhielt Gerstenberger den Ruf an die Universität Bremen als Professor für Theorie der Bürgerlichen Gesellschaft und des Staates.
Gerstenberger ist Mitglied im wissenschaftlichen Beirat von Attac.
2023 wurde sie für die die englischsprachige Fassung ihres Buches Markt und Gewalt. Die Funktionsweise des historischen Kapitalismus mit dem  Deutscher Memorial Prize ausgezeichnet.

## Arbeitsschwerpunkte
Heide Gerstenberger arbeitet zu einem breiten Spektrum gesellschaftstheoretischer und sozialhistorischer Themen. Sie reichen von Arbeiten zur lokalen Sozialgeschichte über Arbeiten zur Armen- und Sozialpolitik bis zu Forschungen über die Funktionsweise nationalsozialistischer Herrschaft. Im Zentrum steht durchgängig die Analyse der historischen Entwicklung und der gegenwärtigen Strukturen moderner Staaten.
Aktuell arbeitet Heide Gerstenberger zu Problemen der Globalisierung, zu unterschiedlichen Ausprägungen kapitalistischer Gesellschaften sowie zu Prozessen der Verarmung im Weltmaßstab. Sie forschte und veröffentlichte auch zum historischen Zusammenhang von Markt und Gewalt.
Seit 1992 ist Gerstenberger zusätzlich mit Forschungen zur historischen und aktuellen Praxis der Handelsschifffahrt befasst.

## Veröffentlichungen (Auswahl)
- La violence dans l’histoire de l’Etat, ou la puissance de définir. In: Lignes. Nr. 25 (1995), S. 23–33.
- In Betreff des Schiffsdienstes. In: H. Gerstenberger, U. Welke (Hrsg.): 1994, S. 76–120.
- Das Handwerk der Seefahrt im Zeitalter der Industrialisierung. Bremen 1995.
- Heiliger Petrus, Führung, Ziel. In: Heide Gerstenberger, Ulrich Welke (Hrsg.): 1995, S. 8–16.
- Mit Gebet und ohne Schnaps. Vom Frieden an Bord in Zeiten des Umbruchs. In: Deutsches Schiffahrtsarchiv. Band 18, 1995, S. 49–56.
- Ancien Régime und Neue Welt. Elemente gesellschaftlicher und politischer Formation in Nordamerika vom 16. bis zum 18. Jahrhundert. In: F. Edelmayer, B. Hausberger, M. Weinzierl (Hrsg.): Die Beiden Amerikas. Frankfurt am Main 1996, S. 81–95.
- ...daß wir gar nichts wissen außerhalb des unmittelbar selbst Erlebten. In: Mittelweg 36. 5. Jahrgang, 1996, S. 49–56.
- Sozialgeschichte der Technik: Von der Kunst des Navigierens zum wissenschaftlich-technischen System der Astro-Navigation. In: Geschichte und Gesellschaft. 22. Jahrgang, 1996, S. 194–220.
- Entwarnung in der Armutspolitik? In: Mittelweg 36. 5. Jahrgang, 1996, Nr. 3, S. 66 ff.
- Deutscher im verwegensten Sinne des Wortes. In: Mittelweg 36, 5. Jg. (1996), Nr. 5, S. 36 ff.
- The concept of "total institution" in the analysis of seafaring. In: International Journal of Maritime History. 8. Jahrgang, Heft 1, 1996, S. 173–182.
- Vom Wind zum Dampf. Sozialgeschichte der deutschen Handelsschiffahrt im Zeitalter der Modernisierung. Münster 1996.
- Edition von: Bremer Freiheiten. Zur Geschichte und Gegenwart des Stadtstaates Bremen. Bremen 1997.
- Meine Prinzipien über das Deutschtum und die verschiedenen Nationalitäten sind ins Wackeln gekommen wie die Zähne eines alten Mannes, Victor Klemperer in seinem Verhältnis zu Deutschland und den Deutschen. In: Hannes Heer (Hrsg.): Im Herzen der Finsternis. Victor Klemperer als Chronist der NS-Zeit. Berlin 1997, S. 10–20.
- Zur See? Maritime Gewerbe an Nord- und Ostsee. Münster 1999.
- Ganze Dörfer widmeten sich vorwiegend dem seemännischen Beruf. In: H. Gerstenberger, U. Welke (Hrsg.): 1999, S. 107–137.
- „Disembedding“ – und „Re-Embedding“? Oder: Wie aktuell ist Polanyis Analyse „The Great Transformation“? In: Festschrift für Jörg Huffschmid. Hamburg 2000.
- daß dieses und jenes aus der neuen Navigation...ganz unnötig sei. In: 200 Jahre Seefahrtsausbildung in Bremen. Hrsg.: Hochschule Bremen, Fachbereich Nautik und internationale Wirtschaft, Bremen 2000 (keine Seitenangaben).
- Die Schiffsgemeinschaft. In: Jahrbuch 1999 der Deutschen Gesellschaft für Schiffahrts- und Marinegeschichte. 5. Jahrgang, Düsseldorf 2000, S. 73–79.
- Die subjektlose Gewalt. Theorie der Entstehung bürgerlicher Staatsgewalt. 2., verbesserte Auflage. Westfälisches Dampfboot, Münster 2006 (zuerst 1990).
  - englische Übersetzung: Impersonal Power. History and Theory of the Bourgeois State. Brill, Leiden 2007, ISBN 978-90-04-13027-2.
- Markt und Gewalt. Die Funktionsweise des historischen Kapitalismus. Westfälisches Dampfboot, Münster 2017, ISBN 978-3-89691-125-4.[5] (2. korrigierte Auflage 2018).
- als Hrsg. mit Claudia von Braunmühl, Ralf Ptak und Christa Wichterich: ABC der globalen (Un)Ordnung. Von »Anthropozän« bis »Zivilgesellschaft«. VSA-Verlag, Hamburg 2019, ISBN 978-3-96488-003-1.
- mit Ulrich Welke: Auf den Wogen von Meeren und Mächten. Westfälisches Dampfboot, Münster 2022, ISBN 978-3-89691-071-4.
- Staatsgewalten. Westfälisches Dampfboot, Münster 2023, ISBN 978-3-89691-090-5.

### Übersetzungen
- Der Staat in Frankreich von 1789 bis in die Gegenwart. Zus. mit Hedwig Linden, Übersetzung (aus dem Franz.) von L’ état en France de 1789 à nos jours von Pierre Rosanvallon, Münster 2000, ISBN 3-89691-411-1.
- Market and Violence. The Functioning of Capitalism in History. Brill, Leiden 2022, ISBN 978-90-04-52212-1., Übersetzung von: Markt und Gewalt. Die Funktionsweise des historischen Kapitalismus. Münster: Westfälisches Dampfboot 2017, ISBN 978-3-89691-125-4.